# Petalostylis
Genre
Classification phylogénétique
Petalostylis est un genre de plantes dicotylédones de la famille des Fabaceae, sous-famille des Caesalpinioideae, originaire d'Australie, qui comprend deux espèces acceptées.

## Liste d'espèces
Selon The Plant List (25 novembre 2018) :
- Petalostylis cassioides E.Pritz.
- Petalostylis labicheoides R.Br.